# Llista de músics de ska
Aquesta és una llista de bandes i solistes que en algun moment de les seves carreres han tocat principalment ska o ska amb influències d'altres estils.

## Original (a partir de finals de 1950)
| - Laurel Aitken - Prince Buster - Jimmy Cliff - Clement "Coxsone" Dodd - Don Drummond - Desmond Dekker - Alton Ellis - Roy Ellis - The Ethiopians - Norma Fraser - Dion Knibb & The Agitators | - Justin Hinds - Byron Lee & the Dragonaires - The Melodians - Jackie Opel - Millie Small - Doreen Shaffer - Lester Sterling - Derrick Morgan - Eric "Monty" Morris - The Paragons | - Lee "Scratch" Perry - Lord Tanamo - The Pioneers - Duke Reid - Ernest Ranglin - Rico Rodriguez - The Skatalites - Symarip - Tommy McCook - Toots & the Maytals - The Wailers - Headley Bennett |

## 2 Tone ska revival (a partir de finals de 1970)
- Bad Manners
- The Beat (també coneguts com The English Beat)
- The Bodysnatchers
- Madness
- Neville Staple
- The Selecter
- The Specials

## Tercera onada de ska (a partir de mitjans del 1980)
| - 7 Seconds of Love - Against All Authority - The Allstonians - Animal Chin - The Aquabats - The Articles - B. Lee Band - Bandits of the Acoustic Revolution - Big D and the Kids Table - Bim Skala Bim - Blue Meanies - Bomb the Music Industry! - Buck-O-Nine - The Busters - Capdown - Catch 22 - Choking Victim - Chris Murray - Citizen Fish - Common Rider - Dance Hall Crashers - Deal's Gone Bad - Desorden Publico - The Donkey Show - Dr. Ring-Ding - Eastern Standard Time - Edna's Goldfish - The Expendables - Farse - Fishbone - Five Iron Frenzy - The Forces Of Evil - General Rudie - Go Jimmy Go - Goldfinger - Hepcat - The Hippos - Hub City Stompers - The Insyderz | - Jeffries Fan Club - The Johnstones - Johnny Socko - Kemuri - King Apparatus - King Prawn - The Know How - Lightyear - Leftöver Crack - Less Than Jake - Let's Go Bowling - Link 80 - Los Kung-Fu Monkeys - Los Hooligans - Los Pericos - Mad Caddies - Mealticket - Mephiskapheles - The Mighty Mighty Bosstones - Mike Park - Mr. Review - Mu330 - Mustard Plug - Monkey - Nuckle Brothers - No Doubt - No Torso - The O.C. Supertones - Operation Ivy - ORESKABAND - Panteón Rococó - Pepper - The Pietasters - Pilfers - The Planet Smashers - The Porkers - Potshot | - Rancid - Random Hand - Reel Big Fish - Ruder Than You - The Rudiments - The Rudimentals - Rx Bandits - Save Ferris - Ska-P - Skankin' Pickle - Skarface - The Slackers - Slapstick - Slow Gherkin - Spunge - Sounds Like Chicken - Streetlight Manifesto - Sublime - Suburban Legends - Talco - The Suicide Machines - Superhiks - The Supervillains - Tip The Van - The Toasters - Tim Armstrong - Tokyo Ska Paradise Orchestra - The Uptones - Voodoo Glow Skulls - Westbound Train - Yoko Utsumi - Yum!Yum!Orange |

## Grups dels Països Catalans

### Ska Arrel
- Amusic Skazz Band

- Benimaklet Klub Ska

- Dr. Calypso
- Flight 404
- Guaita'ls
- Ki Sap
- La Familia Torelli
- La Thorpe Brass
- La Wassah Band
- Mr. Fly Ska Band
- Meli & the Xavalins
- The Mimmisikous Band
- Root Diamonds
- Rubén López & The Diatones
- Soweto
- The Cabrians
- The Fenicians
- The Gramophone Allstars
- The Kinky Coo Coo's
- The Oldians
- The Penguins
- The Pepper Pots
- Thorpedians
- Benimaklet Klub Ska

### Ska combinat amb altres gèneres
| - Agraviats - Aspencat - Auxili - Baratos - La Big Bong Band - Burman Flash - Buskant - Deskarats - Dekrèpits - Donant pel sak - Es Reboster - Greska - Igitaia - Kayo Malayo - La Big Bong Band - La Gossa Sorda | - Maitips - Malagana Ska - Mugroman - Obrint Pas - Odi - Okupats - Oprimits - Orquestra Alternativa - Semenéska - Skabòries - Skafam - Skalingrad - Skalissai - Skamot Roig - Skàndol Públic - Skatacrak | - Skaparràpid - Skarabats - Skaramba - Skarotats - Skatalà - Skatimat - Strombers - Sva-Ters - Syphosis - Trum - Xeic! - Xivatazo ska - Zoo Posse |